# Nissage Saget
Jean-Nicolas Nissage Saget (20 de septiembre de 1810 - 7 de abril de 1880) fue un político y presidente de Haití, en reemplazo de Sylvain Salnave en 1869.

## Biografía
Nissage Saget nació en Port-au-Prince el 20 de septiembre de 1810. Se unió al ejército y comenzó una carrera de funcionario, durante la cual se convirtió en comandante de las unidades del ejército en Léogâne. Durante el mandato del primero Presidente Faustin Soulouque y luego Emperador Faustin I (1847-1859) fue encarcelado durante diez años, hasta la caída de Soulouque, cuando fue puesto en libertad por su sucesor, el presidente Fabre Geffrard y volvió a su antiguo puesto en Leogane. Posteriormente se convirtió también en senador. A la caída de Geffrard, del 20 de marzo al 2 de mayo de 1867, ejerció como presidente interino o provisional, hasta el inicio del mandato de Sylvain Salnave el 4 de mayo del mismo año.
Fue el primer presidente de Haití en llevar a cabo su mandato hasta el final, del 27 de diciembre de 1869 al 13 de mayo de 1874. Luego se retiró voluntariamente de la política.
El 19 de marzo de 1870, con el apoyo de la Asamblea Nacional, en Port-au-Prince, fue elegido Presidente de la República por un período de cuatro años. El fin oficial de su mandato fue establecido por la Constitución para el 15 de mayo de 1874.
La crisis de los años recientes todavía estaba profundamente presente en la conciencia del pueblo haitiano. El presidente Saget se mostró durante su mandato muy respetuoso con los valores de la Constitución de 1867. Intentó hacerse con el control del Partido Liberal, que, después de la introducción de un sistema parlamentario, pretendía someter el Ejecutivo a la Asamblea Legislativa. Su intención era hacer dimitir a los ministros no aprobados por los miembros de la Cámara de Diputados. Todo esto supuso una fuente de malentendidos y desacuerdos con el presidente.
Tras el final de su mandato, el 11 de junio de 1874 el general Michel Domingue fue elegido para un mandato de ocho años como presidente de Haití.
Nissage Saget falleció el 7 de abril de 1880 en su ciudad natal de Saint-Marc, en el Departamento de Artibonito.